# John Philip Sousa
John Philip Sousa (6. listopadu 1854, Washington, D.C. – 6. března 1932, Reading) byl americký hudební skladatel portugalského původu, zaměřující se na dechovou hudbu.
V dětství proslul jako zázračné dítě s absolutním sluchem, už ve třinácti letech se stal členem dechového orchestru námořní pěchoty, známého jako The President's Own. Strávil v něm devatenáct let, z toho dvanáct jako dirigent, poté založil vlastní skupinu The Sousa Band, s níž koncertoval po celém světě. Za první světové války se vrátil k armádě, získal hodnost korvetního kapitána a řád World War I Victory Medal.
Složil přes stovku pochodů, nejznámější jsou Semper Fidelis, The Washington Post, The Loyal Legion March, The Liberty Bell a Stars and Stripes Forever (v roce 1987 vyhlášen jako národní pochod USA). Ve svém orchestru často využíval objemný dechový nástroj, který vynalezl v roce 1893 James Welsh Pepper a který nakonec dostal po Sousovi název suzafon.
Je rovněž autorem operety Chris and the Wonderful Lamp, která měla premiéru 1.1.1900 v New Yorku na libreto Glena MacDonougha.